# Chiquinival
Chiquinival är en ort i Mexiko.   Den ligger i kommunen Chilón och delstaten Chiapas, i den sydöstra delen av landet, 800 km öster om huvudstaden Mexico City. Chiquinival ligger 1 150 meter över havet och antalet invånare är 1 101.
Terrängen runt Chiquinival är kuperad norrut, men söderut är den bergig. Runt Chiquinival är det glesbefolkat, med 16 invånare per kvadratkilometer. Närmaste större samhälle är Ocosingo, 17,0 km sydväst om Chiquinival. I omgivningarna runt Chiquinival växer i huvudsak städsegrön lövskog.